# 黄由
黄由（1150年—？），字子由，自号磐野居士。平江府长洲县（今属江苏省苏州市）人，宋朝官員、政治人物、诗人。任南宋刑部尚书兼学士院直学士，去世後，追贈為少師。

## 生平
南宋淳熙八年（1181年）辛丑科状元及第，担任绍兴府通判，当时绍兴府发生大旱灾，黄由將本要出售糧食改為直接發送五萬石糧食給災民，不收任何費用，十五年（1188年），擢升为秘书省正字，不久后再升迁为著作佐郎。
黄由曾奉命出使金国，归国后因出使有功升任将作监，并任嘉王府赞读。
紹熈五年（1194年），宋孝宗病急，宋光宗無法前往探望孝宗，大家都很擔憂，黃由請嘉王到重華宮請安，宋孝宗大為感動。宋寧宗即位後（1195年），黃由升遷任禮部尚書兼吏部。
慶元二年丁酉（1197年），綿州知州王沇，請求處置“偽學之籍”的人，並令省部登記姓名，偽學黨得罪著籍者其中包括黃由。當時擔任吏部侍郎的黃由，上疏發表建言，被貶為成都知府。殿中侍御史張岩，奏說黃由阿附權臣、樹立黨羽，黃由再被降為雜學士奉祠。
嘉定初年（1208年），黃由出任绍兴府知府，进阶浙东安抚使，嵊縣有虎為患，百姓們以訛傳訛說老虎變化叵測、踪跡不定。黃由向神禱告，招募人才捕虎，盡除虎患。嘉定三年（1210年），任刑部尚书兼学士院直学士，官至正奉大夫。
黄由逝世后，被宋宁宗追赠为少师。葬於鄧尉山。

## 家庭

### 父
- 黃雲，字景瑞，以通直郎致仕，年六十四卒。曾擔任淮西總所酒官。[14]

### 妻
- 胡與可，南宋女詞人。[15]